# منعكس الغوص

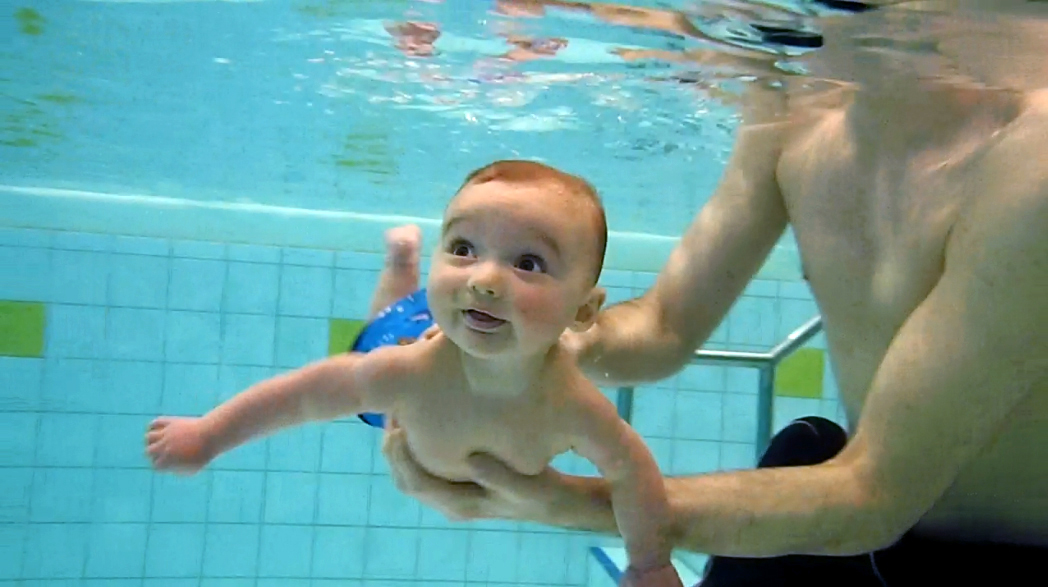
منعكس الغوص في طفل بشري

يُعرف منعكس الغوص، الذي يُطلق عليه أيضًا استجابة الغوص أو منعكس الغوص لدى الثدييات، بأنه مجموعة من الاستجابات الفسيولوجية للانغمار في الماء، والتي تتجاوز ردود الفعل الاستتبابية (homeostatic) الأساسية، وقد رُصد هذا المنعكس في جميع الفقاريات التي تتنفس الهواء والتي خضعت للدراسة حتى الآن. يعمل هذا المنعكس على تحسين عملية التنفس من خلال توزيع مخزون الأكسجين بشكل تفضيلي إلى القلب والدماغ، مما يسمح بالبقاء مغمورًا في الماء لفترات مطولة.
يظهر منعكس الغوص بشكل قوي لدى الثدييات المائية مثل الفقمات، وثعالب الماء، والدلافين، وفئران المسك، كما يوجد بدرجة أقل في كائنات أخرى، بما في ذلك الأطفال الرضع حتى عمر ستة أشهر (راجع السباحة عند الرضع)، وبعض الطيور الغاطسة مثل البطاريق والبط. يُظهر البالغون من البشر استجابة خفيفة عمومًا، مع استثناء ملحوظ لشعب الساما-باجاو (Sama-Bajau)، الذين يمارسون الصيد بالغوص.
يُحفز منعكس الغوص بشكل خاص عند تبريد وترطيب فتحتي الأنف والوجه أثناء حبس النفس، ويُحافظ عليه من خلال المعالجة العصبية التي تنشأ من مستقبلات الضغط الكيميائية السباتية (cardiac output). وأكثر التأثيرات الملحوظة لهذا المنعكس تظهر في الجهاز القلبي الوعائي، حيث يؤدي إلى تضيق الأوعية الدموية الطرفية وإبطاء معدل ضربات القلب وإعادة توجيه تدفق الدم إلى الأعضاء الحيوية للحفاظ على الأكسجين، بالإضافة إلى إطلاق كريات الدم الحمراء المخزنة في الطحال، كما يؤدي في البشر إلى حدوث اضطرابات في نظم القلب. ومع أن الحيوانات المائية طورت تكيفات فسيولوجية عميقة للحفاظ على الأكسجين أثناء الغوص، فإن انقطاع التنفس ومدته، وبطء القلب (bradycardia)، وتضيق الأوعية الدموية، وإعادة توزيع النتاج القلبي تحدث أيضًا في الحيوانات البرية بصفتها رد فعل عصبي، لكن التأثيرات تكون أكثر وضوحًا لدى الغواصين الطبيعيين.

## الاستجابة الفسيولوجية
عند غمر الوجه وامتلاء تجويف الأنف بالماء، تنقل المستقبلات الحسية الحساسة للرطوبة داخل التجويف الأنفي ومناطق أخرى من الوجه التي يغذيها العصب القحفي الخامس (العصب الثلاثي التوائم) (the trigeminal nerve) هذه المعلومات إلى الدماغ. بعد ذلك، يقوم العصب القحفي العاشر (العصب المبهم) (the vagus nerve)، وهو جزء من الجهاز العصبي اللاإرادي، بإحداث تباطؤ في معدل ضربات القلب، في حين تؤدي مسارات عصبية أخرى إلى تضيق الأوعية الدموية المحيطية، مما يحد من تدفق الدم إلى الأطراف وجميع الأعضاء، للحفاظ على الدم والأكسجين لصالح القلب والدماغ (والرئتين)، مما يركز الدورة الدموية ضمن دائرة القلب والدماغ ويسمح للحيوان بالحفاظ على الأكسجين.
في البشر، لا يُستحث منعكس الغوص عند تعرض الأطراف للماء البارد، ولكن يُلاحظ بطء خفيف في ضربات القلب عند حبس النفس دون غمر الوجه في الماء. يزداد منعكس الغوص تدريجيًا مع انخفاض درجة حرارة الماء عند التنفس تحت الماء، ولكن التأثير الأشد لبطء القلب يحدث عند الجمع بين حبس النفس وترطيب الوجه. يُعد انقطاع النفس وتبريد الأنف والوجه من العوامل المحفزة لهذا المنعكس.
يختلف منعكس الغوص في الحيوانات، مثل الدلافين، اختلافًا كبيرًا حسب مستوى الجهد المبذول أثناء البحث عن الغذاء. يميل الأطفال إلى النجاة لفترات أطول من البالغين عند الحرمان من الأكسجين تحت الماء، ويعود هذا التأثير إلى آلية لا تزال قيد البحث، ربما ترتبط بتبريد الدماغ المشابه للتأثيرات الوقائية التي تُلاحظ لدى الأشخاص الذين يُعالجون بانخفاض حرارة الجسم العميق (deep hypothermia).

### مستقبلات الجسم السباتي الكيميائية
أثناء حبس النفس لفترات طويلة تحت الماء، تنخفض مستويات الأكسجين في الدم بينما ترتفع مستويات ثاني أكسيد الكربون والحموضة، وهي محفزات تؤثر مجتمعة على المستقبلات الكيميائية الموجودة في الجسمين السباتيين على جانبي الرقبة. تعمل هذه المستقبلات بصفتها أعضاء حسية، تنقل الحالة الكيميائية للدم المتداول إلى مراكز الدماغ التي تنظم الاستجابات العصبية المرسلة للقلب وللدورة الدموية. تشير الأدلة الأولية في البط والبشر إلى أن الجسمين السباتيين يلعبان دورًا أساسيًا في هذه الاستجابات القلبية الوعائية المتكاملة ضمن منعكس الغوص، مما يؤدي إلى استجابة «منعكس كيميائي» (chemoreflex) يتميز بتأثيرات نظير ودية (parasympathetic) تبطئ معدل ضربات القلب، وتأثيرات ودية (sympathetic) تسبب تضيق الأوعية الدموية للحفاظ على الأكسجين للأعضاء الحيوية.

### الاستجابات الدورية
تحدث خسائر في سوائل البلازما نتيجة للإدرار البولي (immersion diuresis) الناجم عن الغمر في الماء خلال فترة قصيرة من البقاء مغمورًا. يؤدي الغمر في الماء مع بقاء الرأس خارج الماء إلى تحول الدم من الأطراف نحو الصدر. ينتج هذا التحول في السوائل بشكل أساسي من الأنسجة خارج الأوعية الدموية، مما يؤدي إلى زيادة حجم الأذينين وحدوث استجابة تعويضية تتمثل في زيادة الإدرار البولي.
يبقى حجم البلازما، وحجم الضربة القلبية، والنتاج القلبي أعلى من المعدل الطبيعي أثناء الغمر في الماء. يتسبب ارتفاع العبء التنفسي والقلبي في زيادة تدفق الدم إلى عضلات القلب والجهاز التنفسي. لا يتأثر حجم الضربة القلبية بشكل كبير بالغمر أو بتغيرات الضغط المحيط، لكن بطء القلب الناجم عن منعكس الغوص أثناء الغوص بحبس النفس يؤدي إلى انخفاض عام في النتاج القلبي.

#### بطء القلب والنتاج القلبي
يعد بطء القلب استجابة لتلامس الوجه مع الماء البارد، حيث يتباطأ معدل ضربات القلب لدى البشر بنسبة تتراوح بين 10 إلى 25 بالمائة. أما الفقمات فتشهد تغيرات أكثر دراماتيكية، حيث ينخفض معدل ضربات قلبها من نحو 125 نبضة في الدقيقة إلى عدد قليل يصل حتى 10 نبضات في الغوص الطويل.
أثناء حبس النفس، يظهر البشر أيضًا انخفاضًا في قدرة الانقباض للبطين الأيسر وانخفاضًا في النتاج القلبي، وهي آثار قد تكون أكثر حدة أثناء الغمر بسبب الضغط الهيدروستاتيكي.
يؤدي تباطؤ معدل ضربات القلب إلى تقليل استهلاك الأوكسجين في القلب، ويعوض عن ارتفاع ضغط الدم الناتج عن انقباض الأوعية. ومع ذلك، يتقلص وقت حبس النفس عندما يتعرض الجسم بالكامل للماء البارد، حيث يرتفع معدل الأيض لتعويض تسارع فقدان الحرارة، حتى مع تباطؤ معدل ضربات القلب بشكل ملحوظ.

#### انقباض الطحال
ينقبض الطحال استجابة لانخفاض مستويات الأكسجين وارتفاع مستويات ثاني أكسيد الكربون، مما يؤدي إلى إطلاق خلايا الدم الحمراء وزيادة قدرة الدم على حمل الأكسجين. قد تبدأ هذه العملية قبل حدوث بطء القلب.

#### تحول تدفق الدم
لمصطلح تحول تدفق الدم معنيان منفصلان على الأقل: في المجال الطبي، يُستخدم مرادفًا لمصطلح التحول اليساري.
يشير مصطلح تحول تدفق الدم إلى إعادة توزيع تدفق الدم من الأطراف إلى الرأس والجذع أثناء الغوص بحبس النفس. يحدث تضيق الأوعية الدموية المحيطية أثناء الغمر بسبب الأوعية الدموية المقاومة (resistance vessels) من تدفق الدم إلى العضلات والجلد والأحشاء، وهي مناطق تتحمل نقص الأكسجين (hypoxia-tolerant)، مما يضمن توجيه الدم المؤكسج نحو القلب والرئتين والدماغ.
إن زيادة مقاومة تدفق الدم المحيطي تؤدي إلى ارتفاع ضغط الدم، ويُعوض ذلك من خلال تباطؤ القلب، وهي حالة تتفاقم عند التعرض للماء البارد. تتمتع الثدييات المائية بحجم دم كبير يبلغ ثلاثة أضعاف حجم الدم لدى البشر بالنسبة إلى الكتلة، وهو فرق يتعزز بوجود كميات أكبر من الأكسجين المرتبط بالهيموغلوبين والميوغلوبين (hemoglobin and myoglobin) لديها، مما يتيح لها إطالة فترة الغمر في الماء بعد تقليل تدفق الدم الشعيري إلى الأعضاء المحيطية.

#### اضطرابات نظم القلب
تعد اضطرابات نظم القلب سمة شائعة للاستجابة البشرية أثناء الغوص. بصفتها جزء من منعكس الغوص، لا يعمل النشاط المتزايد للجهاز العصبي جار الودي القلبي على تنظيم بطء القلب فحسب، بل يرتبط أيضًا بالنبضات المنتبذة التي تتميز بها وظيفة القلب البشرية أثناء حبس النفس. قد تتفاقم اضطرابات النظم نتيجة للاستجابات العصبية للغمر في الماء البارد، أو تمدد القلب بسبب تحول الدم المركزي، أو زيادة مقاومة طرد الدم من البطين الأيسر بسبب ارتفاع ضغط الدم. التغيرات الأخرى التي تُقاس في تخطيط القلب الكهربائي أثناء الغوص مع حبس النفس تشمل انخفاض موجة ST، وارتفاع موجة T، وموجة U إيجابية بعد معقد QRS، وهذه القياسات ترتبط بتقلصية البطين الأيسر المنخفضة وتراجع وظيفة القلب بشكل عام أثناء الغوص.

### الاستجابات الكلوية وتوازن الماء
عند الأشخاص الذين لديهم مستوى جيد من الترطيب، يؤدي الغمر في الماء إلى زيادة إدرار البول وطرح الصوديوم والبوتاسيوم. وعلى العكس، يكون هذا التأثير أقل وضوحًا لدى الأشخاص الذين يعانون من الجفاف، كما أن الرياضيين المدربين يظهرون استجابة أقل للإدرار مقارنةً بغيرهم من الأشخاص غير النشطين.

## التاريخ
وصف إدموند غودوين (Edmund Goodwyn) بطء القلب الناتج عن الغوص لأول مرة عام 1786، ثم لاحقًا من قبل بول بيرت (Paul Bert) عام 1870.